# Vurnon Anita
Vurnon San Benito Anita (ur. 4 kwietnia 1989 w Willemstad, Antyle Holenderskie) – piłkarz holenderski pochodzący z Curaçao, grający na pozycji ofensywnego pomocnika w holenderskim klubie RKC Waalwijk.

## Kariera klubowa
Anita urodził się na Antylach Holenderskich, a jeszcze jako dziecko wyemigrował z rodzicami do Amsterdamu. Swoje piłkarskie kroki stawiał w szkółce piłkarskiej Ajaksu Amsterdam. W 2005 awansował do pierwszej drużyny i 19 marca 2006 zadebiutował w Eredivisie w przegranym 2:3 meczu z FC Groningen. Był to jego jedyny mecz w sezonie 2005/2006. W sezonie 2006/2007 także wystąpił jeden raz i został wicemistrzem kraju oraz zdobył Puchar Holandii. Od sezonu 2010/2011 był podstawowym zawodnikiem Ajaksu.
16 sierpnia 2012 podpisał pięcioletni kontrakt z Newcastle United. 6 lipca 2017 podpisał kontrakt z Leeds United, umowa do 30 czerwca 2020. W latach 2018–2019 był na wypożyczeniu w holenderskim klubie Willem II Tilburg.
| Sezon   | Klub             | Kraj     | Rozgrywki      | Mecze | Bramki |
| ------- | ---------------- | -------- | -------------- | ----- | ------ |
| 2005/06 | AFC Ajax         | Holandia | Eredivisie     | 1     | 0      |
| 2006/07 | AFC Ajax         | Holandia | Eredivisie     | 1     | 0      |
| 2007/08 | AFC Ajax         | Holandia | Eredivisie     | 0     | 0      |
| 2008/09 | AFC Ajax         | Holandia | Eredivisie     | 16    | 0      |
| 2009/10 | AFC Ajax         | Holandia | Eredivisie     | 26    | 0      |
| 2010/11 | AFC Ajax         | Holandia | Eredivisie     | 31    | 3      |
| 2011/12 | AFC Ajax         | Holandia | Eredivisie     | 33    | 2      |
| 2012/13 | Newcastle United | Anglia   | Premier League | 25    | 0      |
| 2013/14 | Newcastle United | Anglia   | Premier League | 34    | 1      |
| 2014/15 | Newcastle United | Anglia   | Premier League | 19    | 0      |
| 2015/16 | Newcastle United | Anglia   | Premier League | 28    | 1      |

## Kariera reprezentacyjna
W 2005 Anita z reprezentacją Holandii U-17 wziął udział w młodzieżowych mistrzostwach świata U-17 w Peru. Zagrał tam we wszystkich meczach, nie zdobył gola, a z Holandią wywalczył brązowy medal. W lutym 2007 Anita był jedynym holenderskim zawodnikiem podczas turnieju Meridian Cup, który Europa wygrała po wygranym finale z Afryką. 12 sierpnia 2010 zadebiutował w dorosłej reprezentacji w zremisowanym 1:1 meczu z Ukrainą.